# Десантные вертолётоносцы типа «Канимбла»
Тип «Канимбла» (англ. Kanimbla class) — серия австралийских десантных вертолётоносцев. Представляют собой два танкодесантых корабля типа «Ньюпорт» производства США, ранее состоявшие в ВМС США, купленные Австралией в 1994 году и в 1996—2001 годах переоборудованные в вертолётоносцы. Вертолётоносцы типа «Канимбла» являются крупнейшими боевыми кораблями в составе КВМС Австралии и могут перевозить до 450 человек десанта и военную технику, включая танки. Помимо вертолётов, на борту корабля имеются два десантных катера LCM-8, опускаемые на воду при помощи 70-тонного крана. До мая 2011 года на вооружении австралийских ВМС стояли два корабля типа «Канимбла» — «Канимбла» и «Манура». «Канимбла» активно использовался ВМС Австралии в ходе вторжения в Ирак, а также в ряде других операций.
В конце 2010 года на вертолетоносцах было обнаружено множество неисправностей, в результате чего корабли были переведены в док для прохождения ремонта. Позже было принято решение списать «Мануру», поскольку ремонт корабль представлялся нецелесообразным — корабль должен был быть списан в конце 2012 года. «Канимбла» должен был простоять на вооружении до конца 2014 года, но его ремонт и модернизация были признаны слишком дорогостоящими. Списание вертолетоносцев министерство обороны Австралии произвело в рамках масштабной программы по перевооружению ВМС, по итогам которой флот должен получить два новых вертолетоносца типа «Канберра».
Новость о списании кораблей

## Представители
| Название          | Номер | Закладка      | Спуск на воду   | Вступление в строй (США) | Вступление в строй (Австралия) | Судьба        |
| ----------------- | ----- | ------------- | --------------- | ------------------------ | ------------------------------ | ------------- |
| Канимбла Kanimbla | L 51  | 24 мая 1969   | 7 февраля 1970  | 23 января 1971           | 29 августа 1994                | Списан в 2011 |
| Манура Manoora    | L 52  | 28 марта 1970 | 19 декабря 1970 | 16 октября 1971          | 25 ноября 1994                 | Списан в 2011 |